# Казахстанский
Казахста́нский (каз. Қазақстан) — упразднённый разъезд в Шемонаихинском районе Восточно-Казахстанской области Казахстана, входил в состав Разинского сельского округа. Код КАТО — 636849300.

## География
Разъезд располагался на железной дороге «Третьяково — Шемонаиха», на северо-западе Шемонаихинского района, в 5 километрах к северу от административного центра сельского округа села Красная Шемонаиха, в 10 километрах к северу от районного центра города Шемонаиха. Транспортное сообщение осуществлялось автомобильной дорогой республиканского значения A3 Алматы — Усть-Каменогорск — Шемонаиха — граница РФ. Высота центра упразднённого населённого пункта — 415 метров над уровнем моря.

## История
Постановлением Восточно-Казахстанского областного акимата от 04 июля 2014 года № 178 и решением Восточно-Казахстанского областного маслихата от 09 июля 2014 года № 20/258-V «О внесении изменений в административно-территориальное устройство Шемонаихинского района Восточно-Казахстанской области» — разъезд «Казахстанский» был отнесён к категориям иных поселений и исключён из учётных данных; поселение упразднённого населённого пункта вошло в состав села Красная Шемонаиха.

## Население
| Численность населения | Численность населения | Численность населения |
| 1989                  | 1999                  | 2009                  |
| --------------------- | --------------------- | --------------------- |
| 20                    | ↘12                   | →12                   |